# Självkännedom
Självkännedom är egenskapen hos människor att ha kunskap om sina egna mentala tillstånd, som trosföreställningar och viljeattityder. Det är ett viktigt begrepp inom psykologin, Howard Gardner ansåg exempelvis att självkännedom är en av nio olika intelligenstyper. Det spelar också en viktig roll inom viss religion men framför allt inom filosofin.
Inom filosofin kan begreppet ha ontologiska beröringspunkter, exempelvis när det tolkas som kunskap om ett bestående jag. Även om de flesta filosofer är eniga om att självkännedom på ett grundläggande sätt skiljer sig från annan, extern kunskap, råder ingen enighet om exakt vad det är som är särskiljande.